# Odometria
Odometria ou Hodometria é uma técnica usada para medir a distância percorrida. Odometria é relacionada a odômetro.

Odometria_Visual é um termo criado por David Nistér, Oleg Naroditsky e James Bergen. Uma aplicação importante da visão computacional é a navegação autônoma de veículos e robôs.